# Прямое численное моделирование
Прямое численное моделирование (англ. DNS (Direct Numerical Simulation)) — один из методов численного моделирования течений жидкости или газа.
Метод основан на численном решении  системы уравнений Навье-Стокса и позволяет моделировать в общем случае движение вязких сжимаемых газов с учётом химических реакций, притом как для ламинарных, так и, несмотря на многочисленные споры, турбулентных случаев.
Однако DNS сложно применим для решения реальных задач, и чаще используется в научных расчетах. Основная тому причина — высокие требования к вычислительным ресурсам. В прикладных задачах используют в основном такие методы, как LES, DES и методы, основанные на решении RANS-систем.